# Liste der denkmalgeschützten Objekte in Raasdorf
Die Liste der denkmalgeschützten Objekte in Raasdorf enthält die 2 denkmalgeschützten, unbeweglichen Objekte der Gemeinde Raasdorf.

## Denkmäler
| Foto |                 | Denkmal                                                         | Standort                                      | Beschreibung | Metadaten |
| ---- | --------------- | --------------------------------------------------------------- | --------------------------------------------- | --- | --- |
| ja   | Datei hochladen | Kath. Pfarrkirche hl. Magdalena HERIS-ID: 10361 Objekt-ID: 6415 | gegenüber Altes Dorf 11 Standort KG: Raasdorf | Die Pfarrkirche zur heiligen Magdalena besitzt ein im Kern romanisches Langhaus. Der Kirchturm im Osten wird von einer Haube aus dem Biedermeier abgeschlossen. Der barocke Chor wurde 1736 fertiggestellt. Die Sakristei im Norden ist gotisch, jene im Süden barock. In der Kirche befindet sich ein klassizistischer Altar. | BDA-Hist.: Q22693553 Status: § 2a Stand der BDA-Liste: 2025-06-30 Name: Kath. Pfarrkirche hl. Magdalena GstNr.: 121 Saint Magdalene Church (Raasdorf) |
| ja   | Datei hochladen | Flur-/Wegkapelle HERIS-ID: 10730 Objekt-ID: 6792                | gegenüber Bahnstraße 21 Standort KG: Raasdorf | gewinkelte Kapelle im Osten des Ortes | BDA-Hist.: Q38077769 Status: Bescheid Stand der BDA-Liste: 2025-06-30 Name: Flur-/Wegkapelle GstNr.: 295                                              |